# Division de Kohat
La division de Kohat (en ourdou : کوہاٹ ڈویژن) est une subdivision administrative du sud de la province de Khyber Pakhtunkhwa au Pakistan. Elle compte près de 2,2 millions d'habitants en 2017, et sa capitale est Kohat.
Comme l'ensemble des divisions pakistanaises, la subdivision a été abrogée en 2000 avant d'être rétablie en 2008.
La division regroupe les districts suivant :
- district de Kohat
- district de Karak
- district de Hangu